# Juniperus drupacea
Juniperus drupacea är en cypressväxtart som beskrevs av Jacques-Julien Houtou de La Billardière. Juniperus drupacea ingår i släktet enar, och familjen cypressväxter. Inga underarter finns listade i Catalogue of Life.
Arten förekommer från södra Grekland över Turkiet och Libanon till Syrien och Israel. Den växer i kulliga landskap och bergstrakter mellan 800 och 1600 meter över havet. Trädet ingår i barrskogar eller blandskogar tillsammans med turkgran, grekgran, Pinus brutia, svarttall, Cedrus libani, Juniperus excelsa, Juniperus foetidissima, Juniperus oxycedrus, kermesek och stenek. Söt vätska från kottarna används för syltproduktionen.
Regionala populationer påverkas av betande djur och bränder. Hela populationen anses vara stabil. IUCN kategoriserar arten globalt som livskraftig.

## Bildgalleri

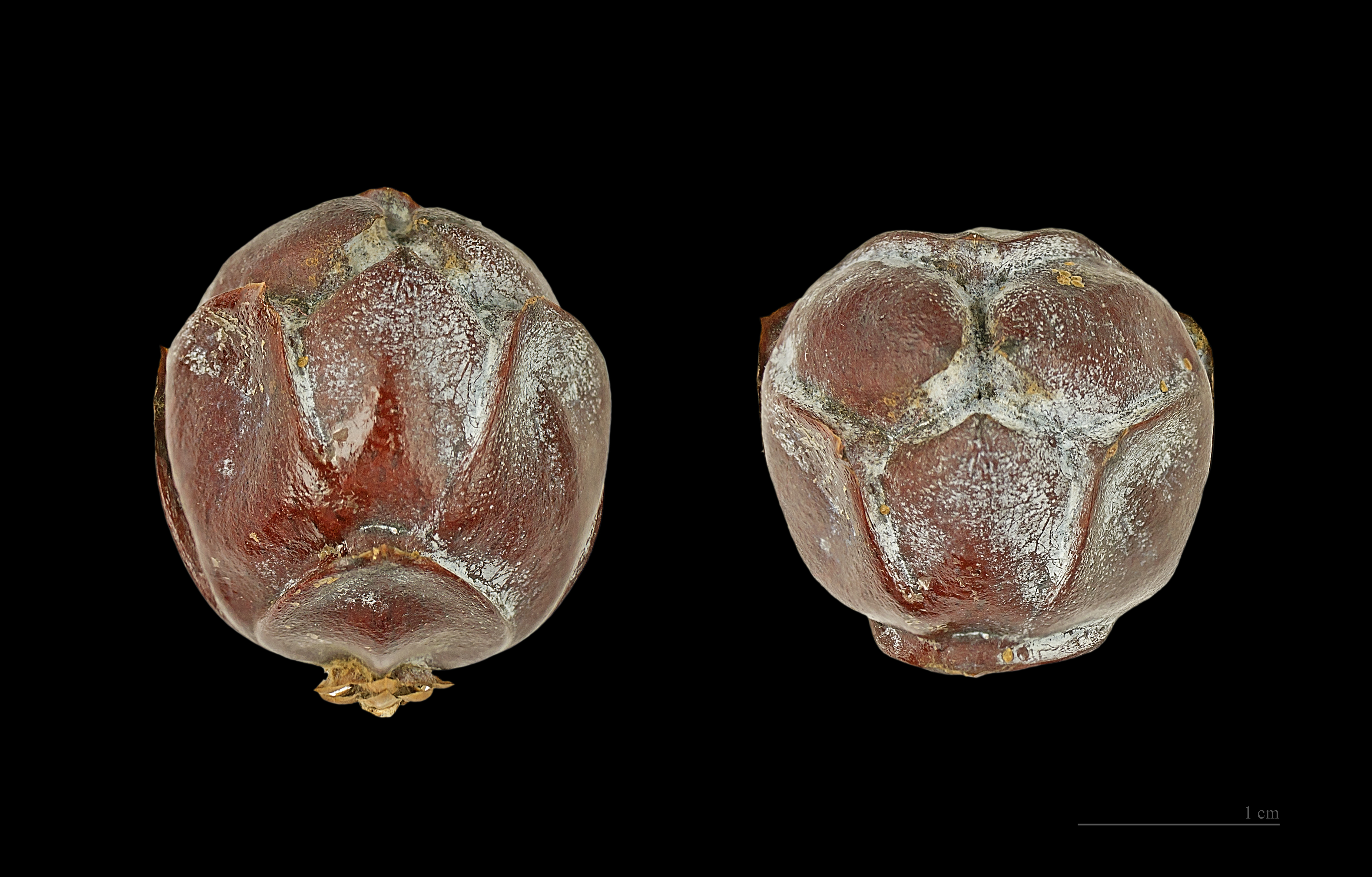
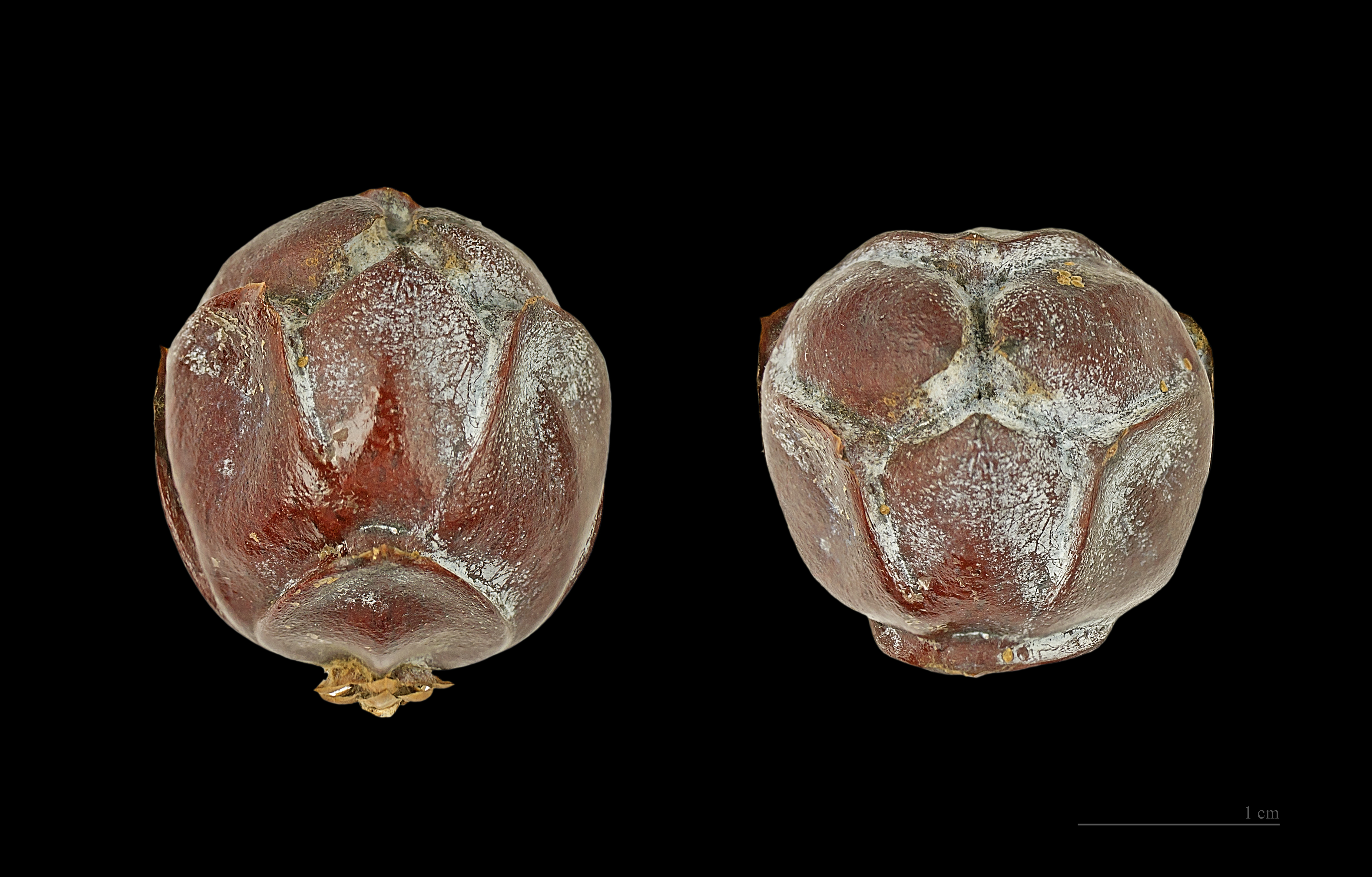